# Nizozemski pregovori
Nizozemski pregovori (nizozemsko Nederlandse Spreekwoorden; imenovani tudi Flamski pregovori ali Modri plašč) je slika iz leta 1559, olje na hrastovi tabli, Pietera Bruegela starejšega, ki prikazuje prizore, v katerem ljudje in v manjši meri živali in predmeti, dobesedno ponazarjajo pregovore in frazeme v nizozemskem jeziku.
Teme na Brueglovih slikah so absurdnost, hudobnost in neumnost ljudi in to ni nobena izjema. Prvotni naslov slike, Modri plašč ali Neumnost sveta kaže, da Brueglov namen ni bil zgolj ponazoriti pregovore, temveč katalogizirati človeško neumnost. Mnogi upodobljeni ljudje kažejo značilne prazne poteze, s katerimi je Bruegel upodabljal norce.
Njegov sin Pieter Brueghel mlajši se je specializiral za izdelavo kopij očetovega dela in naslikal vsaj 16 kopij Nizozemskih pregovorov. Vse različice očetove ali sina slike ne kažejo popolnoma enakih pregovorov in se razlikujejo tudi v drugih manjših podrobnostih.

## Zgodovina

### Okvir
Pregovori so bili zelo priljubljeni v Brueglovih časih in prej; sto let pred Brueglovo sliko so bile ilustracije pregovorov priljubljene v flamskih horarijih. Nizozemski humanist Erazem Rotterdamski je objavil številne zbirke, vključno Adagia. Francoski pisatelj François Rabelais jih je v svojem romanu Gargantua in Pantagruel, ki je bil dokončan leta 1564, uporabil zelo veliko.
Flamski umetnik Frans Hogenberg je približno leta 1558 naredil gravuro, ki prikazuje 43 pregovorov, približno v istem času kot Brueglova slika. Delo je po sestavi zelo podobno Brueglovemu in vključuje nekatere pregovore (kot je modri plašč), ki so tudi vidno poudarjeni v nizozemskih pregovorih. Z upodobitvijo dobesednih izročil pregovorov v kmečkem okolju sta oba umetnika pokazala »svet obrnjen na glavo«.
Bruegel je sam naslikal več manjših slik na temo pregovorov, med njimi Velika riba je malo ribo (1556) in Dvanajst pregovorov (1558), toda Nizozemski pregovori naj bi bili njegova prva velika slika na to temo.

## Slika
Slika iz leta 1559 velja za najboljšo iz serije podobnih slik, ki so bile včasih ali drugače že pripisane Pieteru Brueglu starejšemu, zaradi podrejenosti pa je bila rentgensko posneta za primerjavo z drugimi različicami. Nobena od verzij nima porekla, ki sega dlje od konca 19. stoletja, vendar strokovnjaki verjamejo, da so slike izumi Bruegla starejšega, pri katerih je uporabljena risanka v naravni velikosti z enakim podnaslovom kot različica v Berlinu. Slike, ki niso vpisane, gledalca vspodbujajo k ugibanju pregovorov. Temeljijo na 1558 in starejših gravurah, ki so napisane v flamskem jeziku. Najbolj opazen med slikami je Frans Hogenberg, datiran pa v leto 1558 in skupaj z naslovom Die blau huicke is dit meest ghenaemt, maer des weerelts abvisen he beter betaempt (pogosto imenovan Modri plašč, in bi se lahko bolje imenoval Svetovne neumnosti). Brata Doetecum sta leta 1577 izdala tiskano serijo z naslovom De Blauwe Huyck. Theodoor Galle je prav tako naredil tisk s poznejšim datumom s podobnim naslovom: Dese wtbeeldinghe wort die blauw hvyck genaemt, maer deze waslts abvysen haer beter betaemt.

## Pregovori in frazemi
Kritiki so kompozicijo pohvalili zaradi urejenega upodabljanja in integrirane scene. Na sceni je približno 112 prepoznavnih pregovorov in frazemov, čeprav je Bruegel morda vključil tudi druge, ki jih zaradi jezikovne spremembe ni mogoče določiti. Nekateri, vključeni v sliko, so še vedno v popularni rabi, na primer »Plavanje proti plimi in oseki«, »Trkanje z glavo v opečno steno« in »Oboroženi do zob«. Veliko več jih je izginilo iz uporabe, kar otežuje analizo slike. Na primer »imeti streho s ploščicami«, kar je pomenilo, da je vsega na pretek in je bila podoba, ki jo bo Bruegel kasneje prikazal na svoji sliki idilična dežela Indija Koromandija (1567).
Modri plašč, originalni naslov dela, se pojavlja v središču slike, ki ga neka ženska postavlja na svojega moža, kar pomeni, da ga vara. Drugi pregovori kažejo na človeško neumnost. Moški napolni korito, potem ko je njegovo tele poginilo. Tik nad osrednjo figuro moškega s plaščem še en moški nosi dnevno svetlobo v košari. Zdi se, da nekatere figure predstavljajo več kot eno govorno figuro (ne glede na to, ali je bil to Brueglov namen ali ne, ni znano), na primer moški, ki striže ovce v sredini levo na sliki. Sedi poleg moškega, ki striže prašiča, zato predstavlja izraz »Eden striže ovce in eden striže prašiče«, kar pomeni, da ima eden prednost pred drugim, lahko pa predstavlja tudi nasvet »Strižite jih, vendar jih ne odrite«, kar pomeni, da kar najbolje izkoristimo razpoložljiva sredstva.

### Nekaj pregovorov in frazemov na sliki
|     | Pregovor/frazem                                                                | Pomen                                                                      | Lega na sliki | Slika |
| --- | ------------------------------------------------------------------------------ | -------------------------------------------------------------------------- | ------------- | ----- |
| 001 | Da bi lahko celo hudiča privezal na blazino (fr)(nl)                           | Trdoglavost premaga vse                                                    | Spodaj levo   |       |
| 002 | Grizti steber (fr)(nl)                                                         | Biti verski hinavec                                                        | Spodaj levo   |       |
| 003 | Nikoli ne verjemite nekomu, ki v eni roki nosi ogenj, v drugi pa vodo (fr)(nl) | Da je dvoličen in da povzroča težave                                       | Spodaj levo   |       |
| 004 | Udariti z glavo v opečni zid(fr)(nl)                                           | Poskusiti doseči nemogoče                                                  | Spodaj levo   |       |
| 005 | Ena noga je obuta, druga bosa(fr)(nl)                                          | Ravnotežje je najpomembnejše                                               | Spodaj levo   |       |
| 006 | Svinja potegne čep(fr)(nl)                                                     | Malomarnost bo poplačana s katastrofo                                      | Spodaj levo   |       |
| 007 | Zvoniti mački (fr)(nl)                                                         | Izvesti nevaren ali nepraktičen načrt                                      | Spodaj levo   |       |
| 008 | Biti oborožen do zob (fr)(nl)</sup                                             | Biti močno oborožen                                                        | Spodaj levo   |       |
| 009 | Da si oblečeš oklep (fr)(nl)                                                   | Biti jezen                                                                 | Spodaj levo   |       |
| 010 | Eden striže ovce, drugi prašiče (fr)(nl)                                       | Eden ima vse prednosti, drugi pa nobene                                    | Spodaj levo   |       |
| 011 | Strižite jih, vendar jih ne odrite (fr)(nl)                                    | Ne pritiskajte preveč                                                      | Spodaj levo   |       |
| 012 | Sledi se tu ne cvrejo (nl)                                                     | Ne gre po načrtu                                                           | Spodaj levo   |       |
| 013 | Zajeti vse slanike zaradi ikre (fr)(nl)                                        | Narediti preveč, da bi dosegli malo                                        | Spodaj levo   |       |
| 014 | Dobiti pokrov na glavo (nl)                                                    | Na koncu prevzeti odgovornost                                              | Spodaj levo   |       |
| 015 | Slanik visi na svojih škrgah (fr)(nl)                                          | Sami morate sprejeti odgovornost za svoja dejanja                          | Spodaj levo   |       |
| 016 | V njej je več kot prazno slanikov (nl)                                         | Obstaja več, kot je videti na prvi pogled                                  | Spodaj levo   |       |
| 017 | Kaj lahko dim naredi železu? (fr)(nl)                                          | Nima smisla poskušati spremeniti nespremenljivega                          | Spodaj levo   |       |
| 018 | Najti psa v loncu (fr)(nl)                                                     | Prepozno prispeti na večerjo in ugotoviti, da je bila vsa hrana pojedena   | Spodaj levo   |       |
| 019 | Sedeti med dvema stoloma v pepelu (fr)(nl)                                     | Biti neodločen                                                             | Spodaj levo   |       |
| 020 | Otipavati kokoši (fr)(nl)                                                      | Biti zelo skop (potipati ali bo kokoš znesla jajce, preden jo zakolješ it) | Sredina levo  |       |
| 021 | Škarje visijo tam zunaj (fr)(nl)                                               | Tam vas bodo lahko prevarali                                               | Zgoraj levo   |       |
| 022 | Vedno griziti eno samo kost (fr)(nl)                                           | Neprestano govoriti o isti temi                                            | Zgoraj levo   |       |
| 023 | Odvisno od padca kart (fr)(nl)                                                 | Odvisno je od naključja                                                    | Zgoraj levo   |       |
| 024 | Svet je obrnjen na glavo (fr)(nl)                                              | Vse je nasprotno od tega, kar bi moralo biti                               | Zgoraj levo   |       |
| 025 | V gnezdu pustite vsaj eno jajce (fr)(nl)                                       | Vedno imejte nekaj v rezervi                                               | Zgoraj levo   |       |
| 026 | Zajebati svet (fr)(nl)                                                         | Prezirati vse                                                              | Zgoraj levo   |       |

## Navdih za druge slike
Ta slika je navdihnila tudi druge, da na svojih slikah upodobijo številne pregovore. Ilustracija hongkonške revije Passion Times ponazarja ducate kantonskih pregovorov. Tudi slika Proverbidioms je bila za prikaz angleških pregovorov in frazemov navdihnjena s to nizozemsko sliko.

## V popularni kulturi
Slika je na naslovnici albuma Fleet Foxes, istoimenskega prvega albuma. 

## Galerija
- Gemäldegalerie, Berlin
- Rockox House, Antwerp
- Private collection
- Frans Hals Museum, Haarlem
- Noord Brabantsmuseum, Den Bosch
- Stedelijk Museum Wuyts-Van Campen en Baron Caroly, Lier